# Kostice (okres Břeclav)
Kostice (německy Kostitz) jsou obec v okrese Břeclav v Jihomoravském kraji. Žije zde přibližně 1 900 obyvatel.

## Název
Písemné doklady do konce 14. století ukazují podobu Kostnice (v jednotném čísle, dnešní jméno je pomnožné). Ta se pravděpodobně vyvinula ze starší podoby Chvostnice, jejímž základem bylo staré chvost - "houští, křoví". Pak by se jednalo o jméno říčky protékající křovím, které bylo přeneseno na osadu u ní založenou. Méně pravděpodobné je, že původní jméno znělo Kostnicě významnově totožné s obecným kostnicě - "kostnice". Doložený tvar Kostnice se následně hláskově zjednodušil na Kostice a přešel do množného čísla podle jmen jiných sídel zakončených na -ice označujících původně obyvatele (jako například sousední Tvrdonice).

## Geografie
Kostice se nacházejí v Dolnomoravském úvalu, na ploché terase nad širokou nivou řeky Moravy, kudy podél obce protéká Kyjovka. Leží v regionu Podluží, mezi Lanžhotem a Tvrdonicemi. V rámci svého katastrálního území je obec položena velmi excentricky na východě, zatímco na západě její území zasahuje až k zástavbě města Břeclavi. Hranice katastru Kostic vede zčásti po potoku Svodnici. K obci patří také tzv. Kostická váha, drobná zástavba kolem křižovatky silnice II/425 se starou silnicí do Lanžhota a odbočkou do Kostic. U ní se nedaleko nachází písník Kostická štěrkovna. Celé území Kostic je víceméně bezlesé, převažuje orná půda, kolem obce se nacházejí také vinice a západně od zástavby je  naleziště ropy s řadou těžebních objektů (kozlíků).

## Historie
První písemná zmínka o obci pochází z roku 1384.
Od středověku až do raného novověku Kostice (stejně jako okolní obce) často trpěly vojenskými nájezdy z Uher. Vždy patřily do tvrdonické farnosti, s Tvrdonicemi mají společnou i základní školu, stojící mezi obcemi.

## Obyvatelstvo
| Rok            | 1869  | 1880  | 1890  | 1900  | 1910  | 1921  | 1930  | 1950  | 1961  | 1970  | 1980  | 1991  | 2001  | 2011  | 2021  |
| -------------- | ----- | ----- | ----- | ----- | ----- | ----- | ----- | ----- | ----- | ----- | ----- | ----- | ----- | ----- | ----- |
| Počet obyvatel | 1 252 | 1 479 | 1 629 | 1 766 | 2 037 | 2 160 | 2 176 | 2 063 | 2 276 | 2 193 | 2 152 | 1 934 | 1 838 | 1 789 | 1 787 |
| Počet domů     | 254   | 296   | 295   | 310   | 371   | 387   | 473   | 532   | 551   | 575   | 602   | 650   | 647   | 664   | 681   |

## Samospráva
V letech 2010 až 2014 byla starostkou Anna Bradávková (KSČM). Na ustavujícím zasedání zastupitelstva v listopadu 2014 byla do této funkce opět zvolena.
Dne 31. října 2018 byl na ustavujícím zasedání zastupitelstva zvolen starostou Libor Balga (nezávislý). Roku 2022 svůj post obhájil, neboť jeho hnutí PROKOSTICE získalo v zastupitelstvu jasnou většinu.

## Obecní symboly
Znak a vlajka byly obci uděleny rozhodnutím předsedy Poslanecké sněmovny Parlamentu České republiky dne 7. října 2003.

## Doprava
Územím obce prochází dálnice D2 (bez nájezdu), silnice II/425 v úseku Břeclav–Lanžhot, přímo intravilánem pak silnice II/424 v úseku Moravská Nová Ves – Kostice – Lanžhot a silnice III/4245 spojující přes obec silnice II/425 a II/424.

## Kultura
Občané se sdružují v řadě organizací a spolků, jsou to:
- TJ Sokol Kostice se svými oddíly – kopané, moderní gymnastika, armsport
- MO Moravského rybářského svazu
- Sdružení vinařů
- MO Českého mysliveckého svazu
- Kynologický klub
- Sdružení zdravotně postižených
- Slovácký krúžek Kostice, z.s.

Všechny spolky mají podporu obce a vyvíjejí aktivní činnost.

## Pamětihodnosti
- Kaple svatého Kříže
- Kaple svaté Terezie se zvonicí
- Socha svatého Jana Nepomuckého
- Kaple manželů Balíkových

## Osobnosti
- Jaroslav Blažek (5. 12. 1927 – 31. 12. 2019 v Praze) – akademický malíř a grafik
- František Čermák (*1976) – tenista
- Jiří Kaňa (*1944) – vytrvalostní běžec[11]
- Věra Krásná (*1966) – pákařka, trenérka[12]
- Radek Rabušic (*1963) – fotbalista, trenér
- Josef Rampáček (10. 9. 1918 – 1. 1. 1987) – folklórní zpěvák, původem z Tvrdonic[13]
- František Třetina (27. 9. 1920 – 10. 3. 1999) – skladatel a folklorista[14]

## Galerie

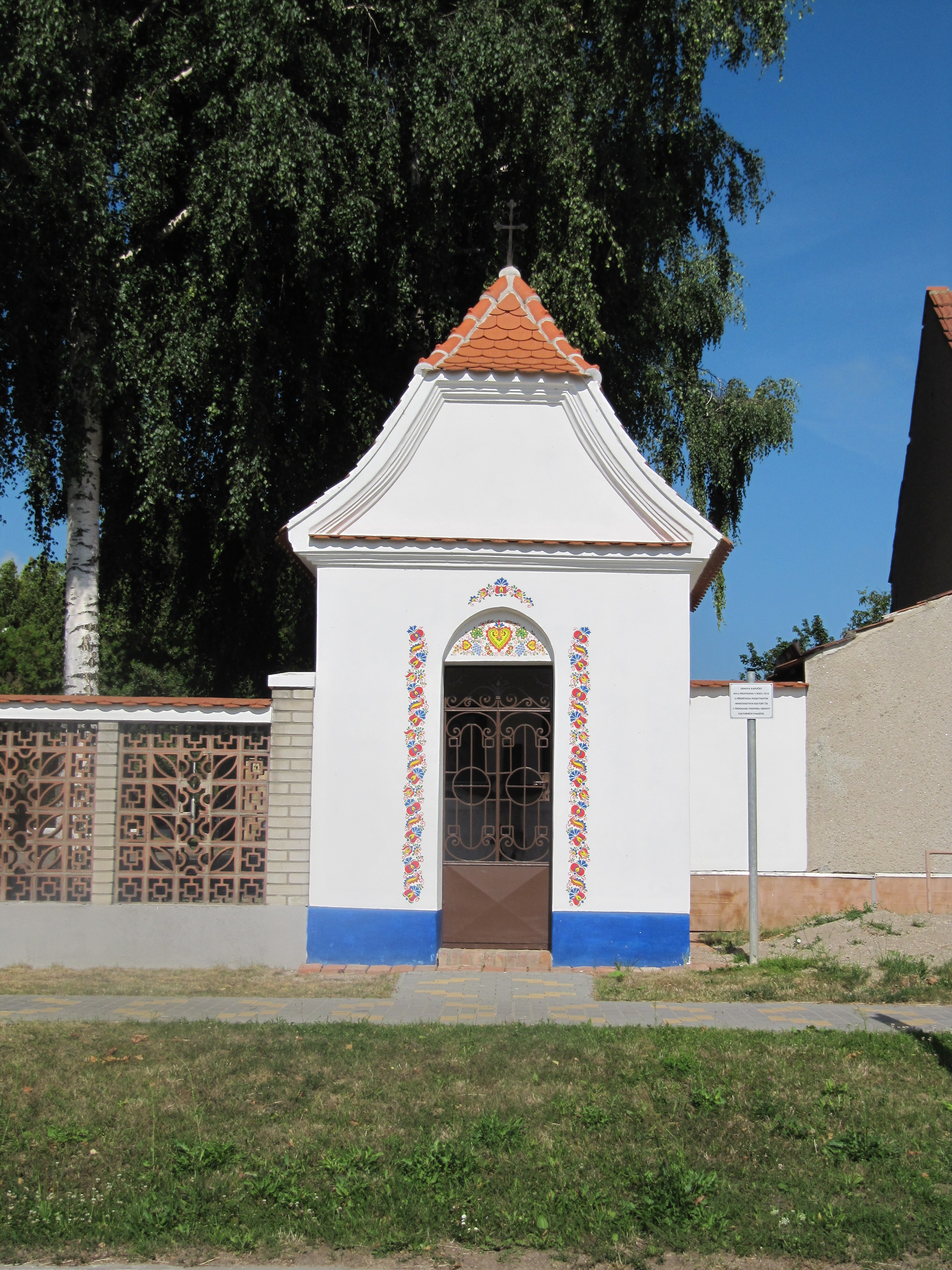
Kaple svatého Kříže
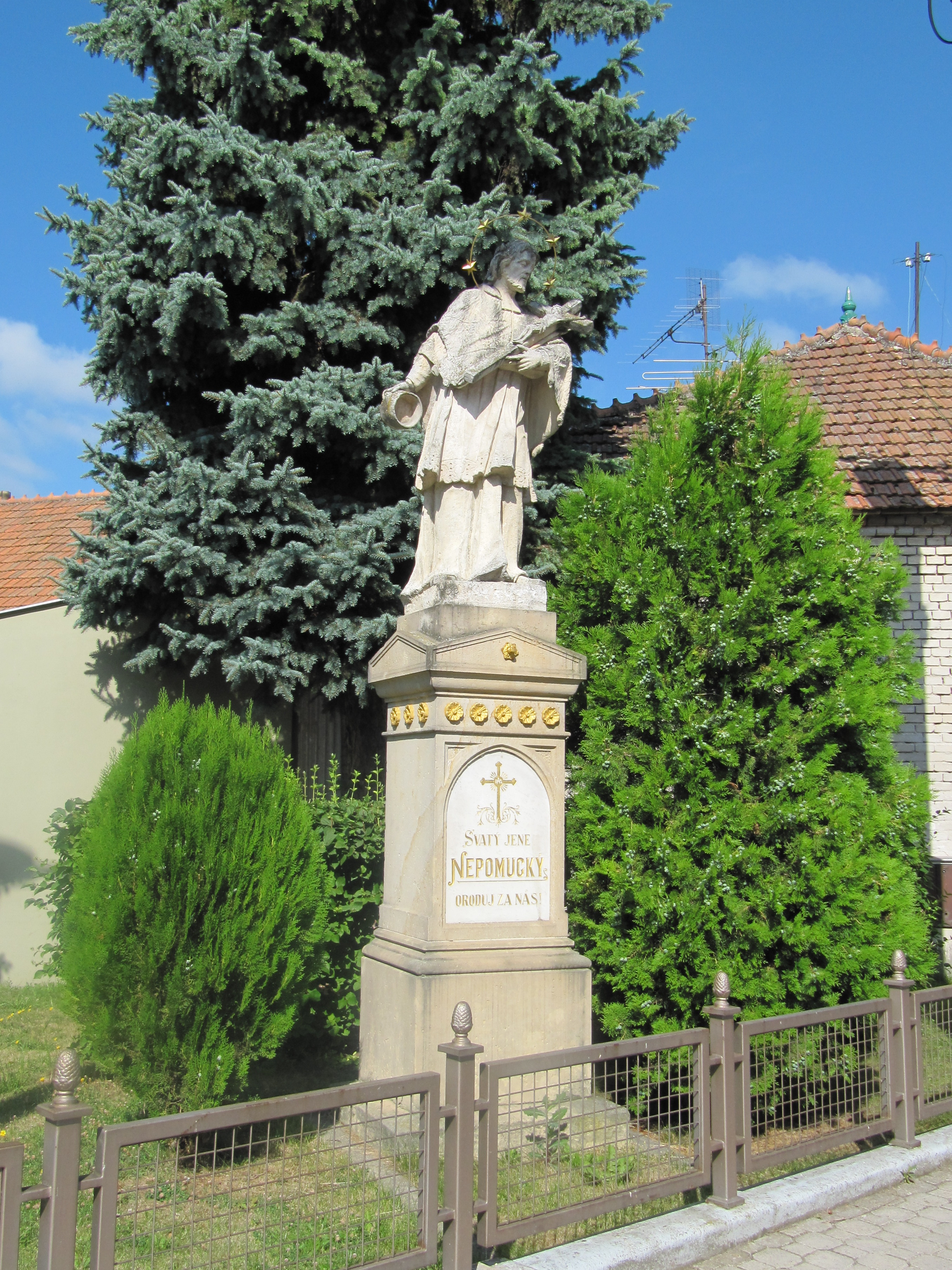
Socha svatého Jana Nepomuckého
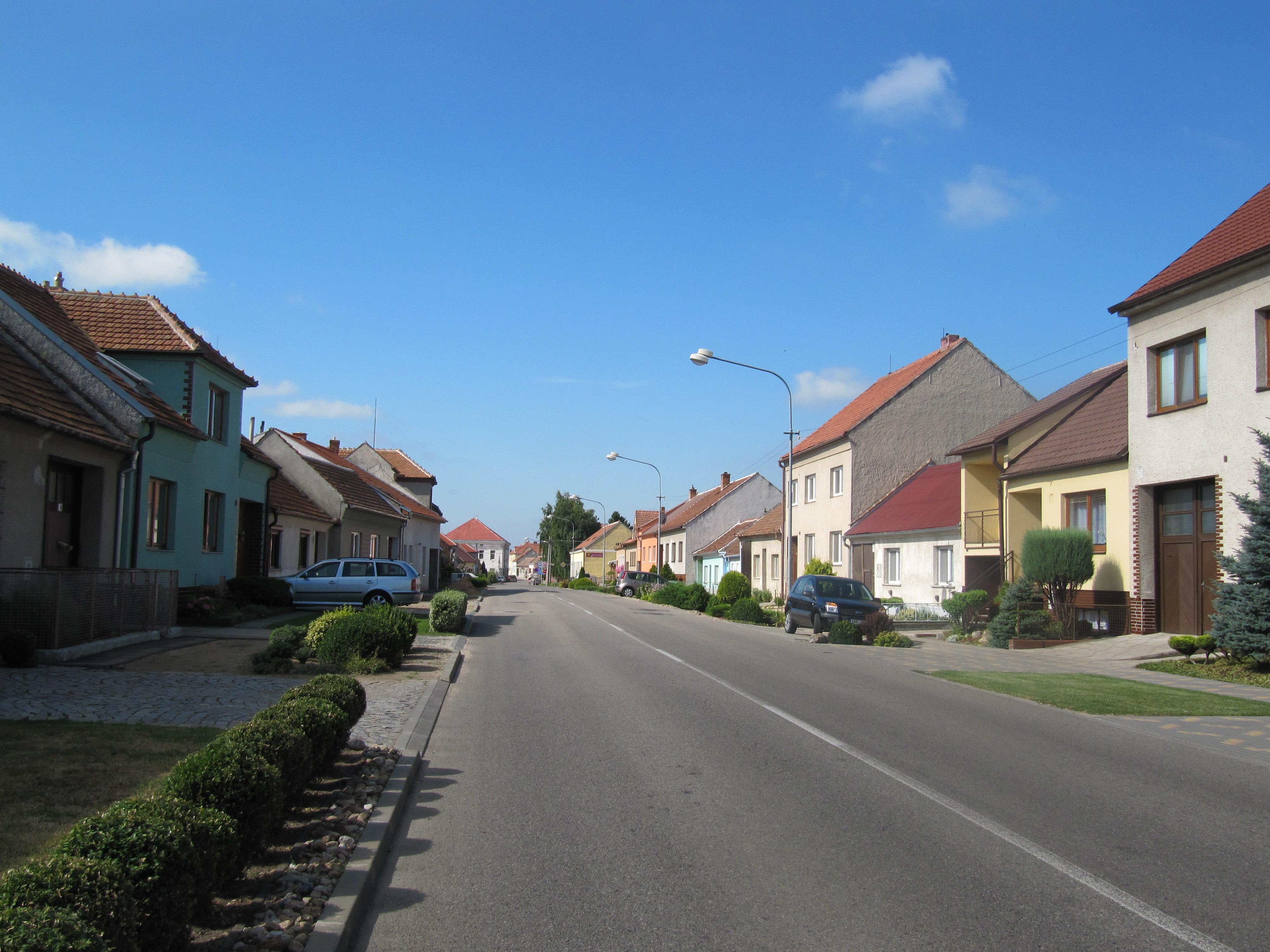
Tvrdonská ulice
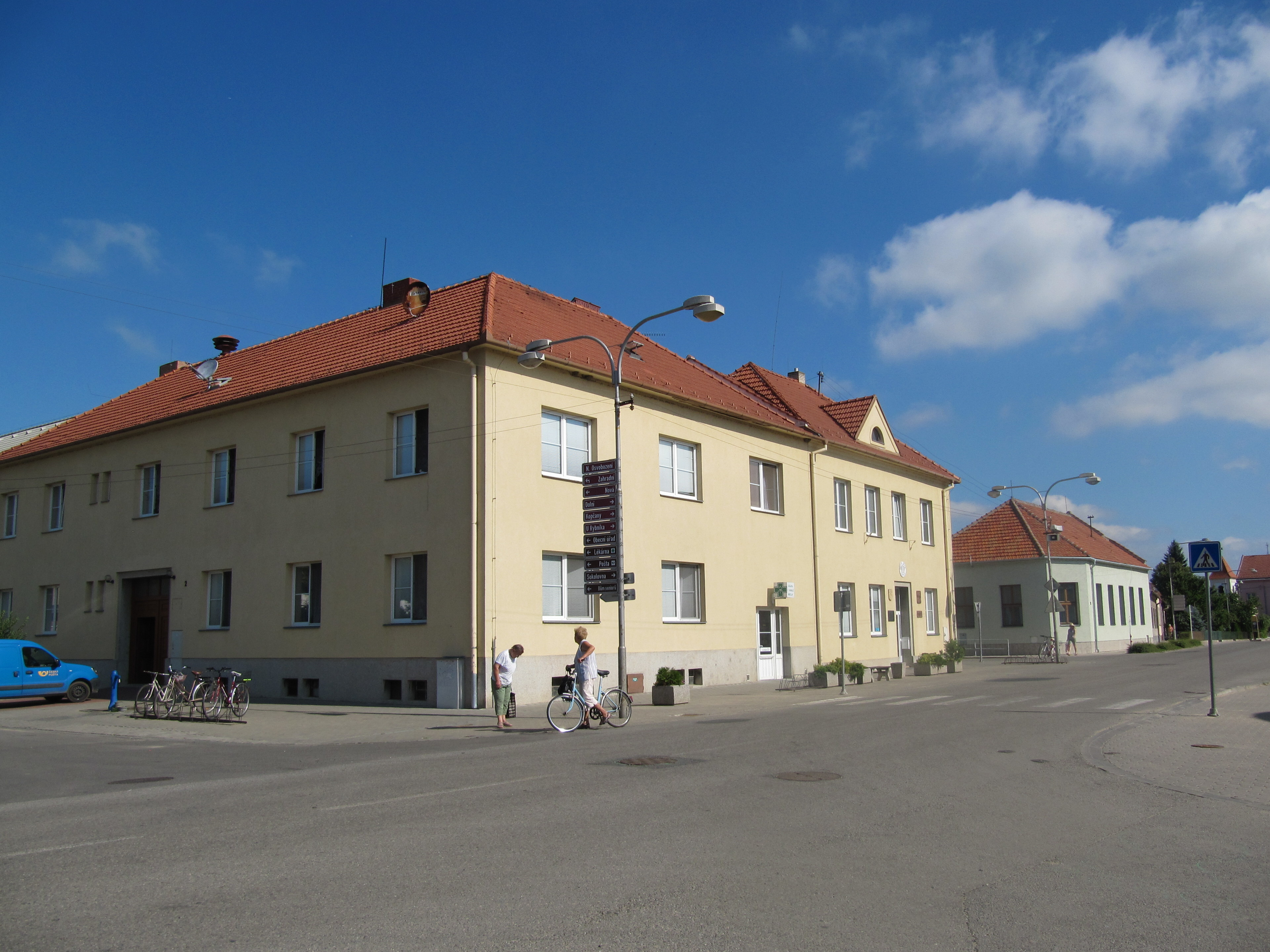
Obecní úřad